# ポール・ラヴァーティ
ポール・ラヴァーティ（Paul Laverty、本名：ポール・ジョセフ・ラヴァーティ（Paul Joseph Laverty）、1957年4月 - ）は、スコットランドの脚本家兼弁護士。
脚本家としてはケン・ローチとのコラボレーションで知られている。

## 経歴
1957年4月、インドのカルカッタにてスコットランド人の父とアイルランド人の母の間に生まれた。ローマのグレゴリアン大学にて哲学の学位を、グラスゴーにて法学位を取得し、弁護士として1980年代にニカラグアで起こったコントラ戦争における米軍の人権問題に対処した。 その後、しばらくの間は中米を旅していて暮らしていた。
1990年代になると脚本家としての活動を始め、ケン・ローチとのコラボレーションにより初脚本作品『カルラの歌』が発表される。その後もローチとのコラボレーションを続け、『SWEET SIXTEEN』ではカンヌ国際映画祭で脚本賞を、『この自由な世界で』ではヴェネツィア国際映画祭で脚本賞を受賞。更に『麦の穂をゆらす風』と『わたしは、ダニエル・ブレイク』の2作品は、カンヌ国際映画祭のパルム・ドールを受賞した。

## 脚本作品
- カルラの歌 (1996)
- マイ・ネーム・イズ・ジョー (1998)
- ブレッド&ローズ (2000)
- SWEET SIXTEEN (2002)
- 11'09''01/セプテンバー11  (2002)
- やさしくキスをして (2004)
- 明日へのチケット (2005)
- Cargo (2006)
- 麦の穂をゆらす風 (2006)
- この自由な世界で (2007)
- エリックを探して (2009)
- ルート・アイリッシュ (2010)
- 雨さえも (2010)
- 天使の分け前 (2012)
- ジミー、野を駆ける伝説 (2014)
- わたしは、ダニエル・ブレイク (2016)
- オリーブの樹は呼んでいる (2016)
- 家族を想うとき (2019)